# CADEAUX Leipzig
Die CADEAUX Leipzig ist eine Fachmesse für Geschenk- und Wohntrends. Sie wird zweimal jährlich – im Frühjahr sowie im Herbst – auf dem neuen Messegelände Leipzig veranstaltet.

## Geschichte
Vom 23. bis 26. Mai 1992 fand die erste CADEAUX Leipzig als „Fachausstellung Geschenkartikel“ im Messehof sowie dem Messehaus am Markt statt. Sie war ein typisches Beispiel für das neue Konzept der Leipziger Messe, anstelle der bisherigen Universalmessen nunmehr zielgruppenorientierte Fachmessen mit unmittelbarem Bezug zur Region zu veranstalten. An der Erstveranstaltung nahmen 292 Aussteller und rund 2500 Fachbesucher teil.
Angesichts der positiven Entwicklung bei Ausstellerzahlen und Fläche zog die CADEAUX im Frühjahr 1994 auf das Gelände der Technischen Messe um. In den Hallen 11 und 15 belegte sie insgesamt 18.000 m² Fläche. Im März 1996 war sie die allerletzte Veranstaltung auf dem 76 Jahre alten Ausstellungsgelände; danach wurde der Messebetrieb an der Prager Straße offiziell beendet. Seit Herbst 1996 findet die CADEAUX zweimal jährlich auf dem neuen Messegelände im Norden Leipzigs statt.

## Profil
Die CADEAUX Leipzig präsentiert Accessoires für die Wohnung und den gedeckten Tisch, Floristik-Zubehör, Kunsthandwerk, Gourmet-Geschenke, Papierwaren, Festdekorationen sowie Wellness-Artikel. Zu den wichtigsten Ausstellern gehören die Hersteller  erzgebirgischer Holzkunst. Sie richten in Leipzig ihre  größte Präsentation aus. Die Fachmesse richtet sich an Gewerbetreibende speziell aus dem Einzelhandel.
Insgesamt 475 Aussteller und Marken präsentierten im März 2018 ihre neuen Kollektionen. Mit 11.800 Besuchern konnten die Fachveranstaltungen das Ergebnis vom Frühjahr 2017 (11.400 Besucher) steigern.